# Банково дело
Банковото дело, наричано кратко банкиране, е най-разпространената съвременна законова форма на финансови услуги.
То обхваща дейността на централните банки, на търговските и специализираните банки за привличане на депозити или техни заместители от нефинансови източници и за отпускане на кредити. Дейността често включва извършване на трансакции и разплащания, управляване на банкови влогове и др.
Електронното банкиране е услуга, предлагана от повечето съвременни банки, чрез която титулярът (или негов пълномощник) се разпорежда със своите активи в съответната банка чрез интернет достъп през компютър или мобилен телефон.